# Габрене
Га̀брене е село в Югозападна България. То се намира в община Петрич, област Благоевград.

## География
Село Габрене се намира в полупланински район в северното подножие на планина Беласица, известно с името Подгорие. На по-малко от 1 км западно от селото преминава държавната граница със Северна Македония. Непосредствено над селото в югозападна посока в Беласица се издига историческият триграничен връх Тумба. На 4 км северно от Габрене се намира ГКПП „Златарево“, разположено на международния път Петрич – Струмица. Край селото тече река Струмешница, която огражда землището му от север. Климатът в Габрене е преходно-средиземноморски с летен минимум и зимен максимум на валежите.
До Габрене се стига по пътя Петрич – село Първомай. Тук пътят се разделя на две, но и двата пътя водят до селото. Първият продължава през Подгорските села и е малко по-кратък. Вторият върви успоредно на река Струмешница и покрай ГКПП „Златарево“ и границата със Северна Македония също води до селото.

## История
Село Габрене е старо българско селище с богато историческо минало. В землището на селото са открити следи от антични и средновековни селища и поселения. Непосредствено западно до селото в местността „Сариев камък“ се намира Стъпката на Крали Марко – култов скален жертвеник, част от древнотракийско светилище, датирано в периода I–IV век. Мястото се свързва от местните хора с народния епос за Крали Марко. В местността „Военна цръква“ (на около 1 километър южно от селото) са запазени останки от средновековна църква. Северно до нея личат основите на каменна постройка с трапецовидна форма, вероятно крепостно съоръжение, изпълнявало наблюдателни функции.
Селото се споменава в османски регистри от 1570 и 1664 – 1665 година под името Габрани. Според данните от първия регистър в селото живеят 127 християнски и 2 мюсюлмански домакинства, а според втория 43 християнски домакинства.
През XIX век населението на селото се занимава със земеделие (царевица, овес, ориз, сусам, афион, памук и други), бубарство и животновъдство. В „Етнография на вилаетите Адрианопол, Монастир и Салоника“, издадена в Константинопол в 1878 година и отразяваща статистиката на населението от 1873 година, Габрене (Gabrené) е посочено като чисто българско село с 32 домакинства със 120 жители българи. През 1885 година е разкрито начално българско училище. Към 1900 година съгласно статистиката на Васил Кънчов („Македония. Етнография и статистика“) в Габрене живеят 450 жители, от които 400 българи-християни и 50 турци. Всички българи-християни в селото са под върховенството на Българската екзархия. По данни на секретаря на екзархията Димитър Мишев („La Macédoine et sa Population Chrétienne“) в 1905 година в Габрене живеят 360 българи екзархисти.
Габрене е освободено от османска власт по време на Балканската война през октомври 1912 година. При избухването на войната двама души от селото са доброволци в Македоно-одринското опълчение. През 1913 година по време на Междусъюзническата война селото е завзето и опожарено от гръцката армия. По време на войната 29 жители на селото са убити от гръцките войници, които не са пожалили дори и бебетата. В памет на загиналите габренци е издигнат паметник на входа на селото.

## Население

### Етнически състав
Преброяване на населението през 2011 г.
Численост и дял на етническите групи според преброяването на населението през 2011 г.:
|                     | Численост |
| Общо                | 685       |
| Българи             | 648       |
| Турци               | -         |
| Цигани              | -         |
| Други               | 4         |
| Не се самоопределят | -         |
| Неотговорили        | 32        |

## Икономика, транспорт, комуникации и туризъм.
Въпреки че официалнно бройката на жителите е висока, в селото постоянно живеят не повече от 400 – 500 човека. С адрес на управление към 2021 г. в с. Габрене са двайсетина фирми-всичките са представители на дребния семеен бизнес. Нито една от икономическите дейности не е определяща за местната икономика, липсват предприятия-големи работодатели.
Транспортната осигуреност е задоволителна. Между общинския център гр. Петрич и с. Габрене има автобусна линия, по която се извършват 10 – 15 курса дневно. Главните пътища са в добро състояние, зимната поддръжка е напълно адекватна за природните условия на региона. Селото няма труднодостъпни махали. Системни проблеми обаче се наблюдават с планирането на пътуванията и комуникациите. Обслужващата автогара в гр. Петрич има интернет сайт, но на него няма нито интерактивна карта, нито версия на друг език, освен на български. Собствен сайт не поддържа нито една културна или обществена организация в с. Габрене.
Селото е от малкото в региона с изградена канализация. Политиката по отношение на битовите отпадъци обаче е неясна, противоречива и непоследователна. Липсват мерки за насърчаване на разделното събиране и компостирането.
Голяма част от землището на селото попада в границите на Природен парк „Беласица“. На река „Габренско дере“ е изграден МВЕЦ, чиито водохващания са на височина около 600м. в територията на парка.
Комуникационната осигуреност е добра. Има няколко интернет доставчика. Няма високоскоростен оптичен интернет, но покритието на мобилните оператори е добро.
Туризмът е изключително изостанал, въпреки очевидно големия потенциал. Годините, в които планината Беласица е определена като гранична зона и достъпът до нея е бил ограничен, са се отразили чудесно на екосистемите, но днес планината е почти непозната и слабо посещавана. Туризмът формира незначителна част от местната икономика на район Подгорие, а конкретно в с. Габрене този принос може да се смята за нула. Информацията за туристическите забележителности на региона е несистематизирана, разпиляна по различни източници, в масовия случай е само на български език и трудно използваема. Задълбочени проучвания и анализи за туристическия потенциал на район Подгорие никога не са провеждани.
Екопътеката „Кълвачите, пазители на горите“ съществува, но е слабо популярна, а нито местната власт в Габрене, нито община Петрич, полагат усилия за рекламирането и. Възможностите на управата на ПП Беласица в тази посока са ограничени.
Веломаршрут „Подгорие“ също е слабо популярен.
През с. Габрене преминава Маршрут 13 от мрежата EuroVelo, (The Iron Curtain Trail).
Малко по-добро е положението с маршрута до вр. Тумба. От 2001 година през месец август ежегодно се организира международен туристически поход за изкачването на върха под мотото „Балкани без граници“.
Към месец март 2021 година в с. Габрене няма категоризирано нито едно място за настаняване, нито едно място за хранене и развлечения, нито едно туристическо агентство.

## Религии
Жителите на Габрене са православни християни. В селото има църква „Света Параскева“ с хубав двор и голяма чешма. Черквата е посветена на света преподобномъченица Параскева-Петка Римлянка (различна светица от Параскева-Петка Търновска и от Параскева-Петка Иконийска). Света Параскева-Петка Римлянка е живяла през II век и нейната памет се отбелязва на 26-ти юли, когато е и храмовият празник на черквата в селото.
Всички празници и именни дни тук се празнуват и почитат. На 1, 2 и 3 януари всяка година има кукерски игри – станчинари или джамалари – така ги наричат тук. На Летни Петковден – края на юли месец, мени си датата – е селският събор. И това е моментът, когато селото е най-оживено. Организират се борби на площада, бира, скара бол и в коя и къща да отидеш, ще те посрещнат с внимание и уважение.

## Обществени институции
Селото си има административен център, в който се помещава кметът, селският фелдшер и пощата. В същата сграда има и интернет клуб. Наблизо има магазинчета и кафенета.
- Читалище „Просвета“ е регистрирано под номер 1301 в Министерство на Културата на Република България

Дейности: Група за оризарски песни, Женска певческа група за отпяване, Женска и мъжка певчески групи за автентичен и обработен фолклор; Школа по народни танци; Библиотека – 4239 тома.
- Детската градина, до 2018-филиал на градината в с. Скрът, е част от структурата на детска градина „Здравец“ в гр. Петрич,
- Училище „Паисий Хилендарски“ функционира като основно, до 8-и клас.

В Държавен архив са надлежно съхранени голям брой материали, проследяващи развитието на обществените и културните институции в с. Скрът от самото им създаване.

## Личности
Родени в Габрене
- Цветан Аврамов Яков (1877 – 1938), войвода на ВМОРО, ръководител на революционния комитет в Габрене от 1902 до освобождението в 1912 година[13]